# Payao
Payao est une localité de la province du Zamboanga Sibugay, aux Philippines. En 2015, elle compte 31 686 habitants.